# Lightning Bolt
Lightning Bolt je desáté studiové album americké rockové skupiny Pearl Jam, vydané v říjnu 2013 u vydavatelství Monkeywrench Records a Republic Records. Nahráno bylo od roku 2011 do roku 2013 a o produkci se staral Brendan O'Brien. První singl z alba „Mind Your Manners“ vyšel již v červenci 2013.

## Seznam skladeb
1. „Getaway“ – 3:26
2. „Mind Your Manners“ – 2:38
3. „My Father's Son“ – 3:07
4. „Sirens“ – 5:41
5. „Lightning Bolt“ – 4:13
6. „Infallible“ – 5:22
7. „Pendulum“ – 3:44
8. „Swallowed Whole“ – 3:51
9. „Let the Records Play“ – 3:46
10. „Sleeping by Myself“ – 3:04
11. „Yellow Moon“ – 3:52
12. „Future Days“ – 4:22

## Obsazení
Pearl Jam
- Eddie Vedder – zpěv, kytara, ukulele
- Stone Gossard – kytara
- Mike McCready – kytara, baskytara
- Jeff Ament – baskytara, doprovodný zpěv
- Matt Cameron – bicí, doprovodný zpěv

Ostatní hudebníci
- Ann Marie Calhoun – smyčce
- Boom Gaspar – klavír, klávesy
- Brendan O'Brien – klavír